# Radio Klassisk
Radio Klassisk er en dansk radiokanal, der spiller klassisk musik. Det er Radio 100s tredje radiokanal, og den gik i luften 28. oktober 2011 klokken 14.02, hvor den fra begyndelsen kunne høres på FM-radio på Sjælland på 90,0 og 106,9 MHz, i store dele af Østjylland på 106,2, samt på nettet.
Etableringen af en ny klassisk radiostation i Danmark fremstod som en realistisk og oplagt mulighed efter at Danmarks Radio fra d. 1. oktober 2011 havde indskrænket sin sendetid på FM-båndet på sin klassiske musikkanal, P2, til (de fleste dage) kun at sende mellem klokken 18.00 og 6.00.

## Historie
Frem til 2. januar 2012 spillede Radio Klassisk non-stop musik, kun afbrudt af korte annonceringer, men fra den 2. januar 2012 begyndte kanalen at have værter på udsendelserne om morgenen og eftermiddagen på hverdage, samt "Kaspers opera" søndag aften, hvor Kasper Holten (næsten) hver uge præsenterede lytterne for en ny opera. Snart efter fulgte også lørdagskoncerten, hvor Radio Klassisk i samarbejde med de fem landsdelsorkestre præsenterede lytterne for musiklivet rundt om i landet.
I januar 2012 blev nogle af sendefrekvenserne ændret, og i løbet af januar og februar udvidedes sendenettet på FM også til at dække Fyn og Sønderjylland. Fra den 6. marts 2012 udvidedes værternes sendetid om morgenen og eftermiddagen med en time.
I løbet af maj 2012 blev videoen "Flash mob in the Copenhagen Metro", der er lavet i et samarbejde mellem Radio Klassisk og Sjællands Symfoniorkester set 2,1 millioner gange på YouTube.
I september 2012 blev kanalens programflade tilføjet to nye programmer. Dels et program med middagsmusik fra klokken 12 til 15 på hverdage, med en vært til at lede lytterne gennem musikken, dels, fra søndag den 23. september, et søndags-formiddagsprogram kaldet "Barokkeri" med Michala Petri og Lars Hannibal. Fra uge 32 i 2012 (begyndende med mandag den 24. september) begyndte Radio Klassisk at præsentere en CD som "ugens klassiker", som lytterne også har mulighed for at vinde i stationens lytterkonkurrence. Den første ugens klassiker, der præsenteredes, var Cecilia Bartolis nye Cd Mission. 
Den nyere danske kompositionsmusik og anden ny musik har også fået sin særlige plads i sendefladen med programmet "Nye toner", der sendes hver lørdag over middag.
Fredag den 12. oktober 2012 holdt Radio Klassisk åbent hus i sit studie på Rådhuspladsen i København for sine lyttere og andre interesserede i forbindelse med Københavns kulturnat.
I 2012 købte SBS Radio Radio 100 og dermed også Radio Klassisk og søsterkanalen Radio Soft.
Mandag den 11. februar 2013 lanceredes et nyt programindslag Geni og Astrologi, hvor hvor en astrolog fra AstrologiHuset (beliggende Teglværksgade i København) gav sit bud på en astologisk udlægning af forskellige musikalske geniers personlighed og virke.
Den 11. marts 2013 blev det bekendtgjort på Facebook, at fra den 1. april 2013 vil Radio Klassisk udelukkende kunne høres på Radioplay.dk. Den nye udgave af Radio Klassisk vil være en nonstop musikkanal, hvilket betød, at Radio Klassisk' studiværter kunne høres for sidste gang i æteren fredag d. 22. marts 2013 (med undtagelse af nogle genudsendelser samt enkelte særlige programmer, der kørte helt frem til påske 2013).

## Fokus
Radio Klassisks fokus er den klassiske musik, der sendes døgnet rundt. Hvor nogle af de øvrige 'traditionelle' klassiske radiokanaler som f.eks. Danmarks Radios P2 og Sveriges Radios P2 også har fokus på jazz, så kendetegnes Radio Klassisk ved, foruden den egentlige klassiske musik, også at give (den klassisk inspirerede) filmmusik en væsentlig plads i sendefladen.